# Hwajeon
Il hwajeon (화전?, 花 煎?; ovvero "fiore fritto") è un dolce coreano. Ha le fattezze di una piccola torta e viene preparato usando farina di riso glutinoso, miele e petali di fiori commestibili come, ad esempio, il rododendro coreano. Per tradizione viene consumato durante le celebrazioni coreane del samjinnal, del compleanno di Buddha o del hwajeon nori.

## Etimologia
La parola hwajeon è un sostantivo composto dalle parole sino-coreane hwa (화?, 花?), che significa "fiore", e jeon (전?, 煎?), che significa "fritto in padella". I sinonimi kkot-bukkumi (꽃 부꾸미?) e kkot-jijimi (꽃 지지미?) sono anche essi dei composti e sono ottenuti rispettivamente dall'unione delle parole kkot (꽃?), che significa "fiore", e bukkumi (부꾸미?), che significa "torta di riso saltata in padella", o jijimi (지지미?), ovvero "frittella".

## Preparazione
Esistono due metodi per preparare il hwajeon:
- La farina di riso glutinoso viene condita con sale e impastata con acqua bollente.[1] L'impasto così ottenuto viene modellato a piacere e fritto nell'olio di sesamo. Durante la cottura, i petali dei fiori vengono pressati delicatamente sulla frittella.[1][2]
- Viene creato un denso impasto di farina di riso glutinoso da cui si ricavano fogli dello spessore di circa 5 mm.[1] Successivamente, dopo essere stato guarnito con dei petali commestibili, i fogli vengono tagliati con un apposito tagliabiscotti chiamato hwajeon-tong del diametro di 5 cm.[1] I tortini vengono infine fritti nell'olio di sesamo.[1] Questo metodo culinario è stato utilizzato nella cucina della corte reale coreana.[1]

Dopo la loro cottura, le torte vengono addolcite con il miele e cosparse di polvere di cannella.

## Varianti

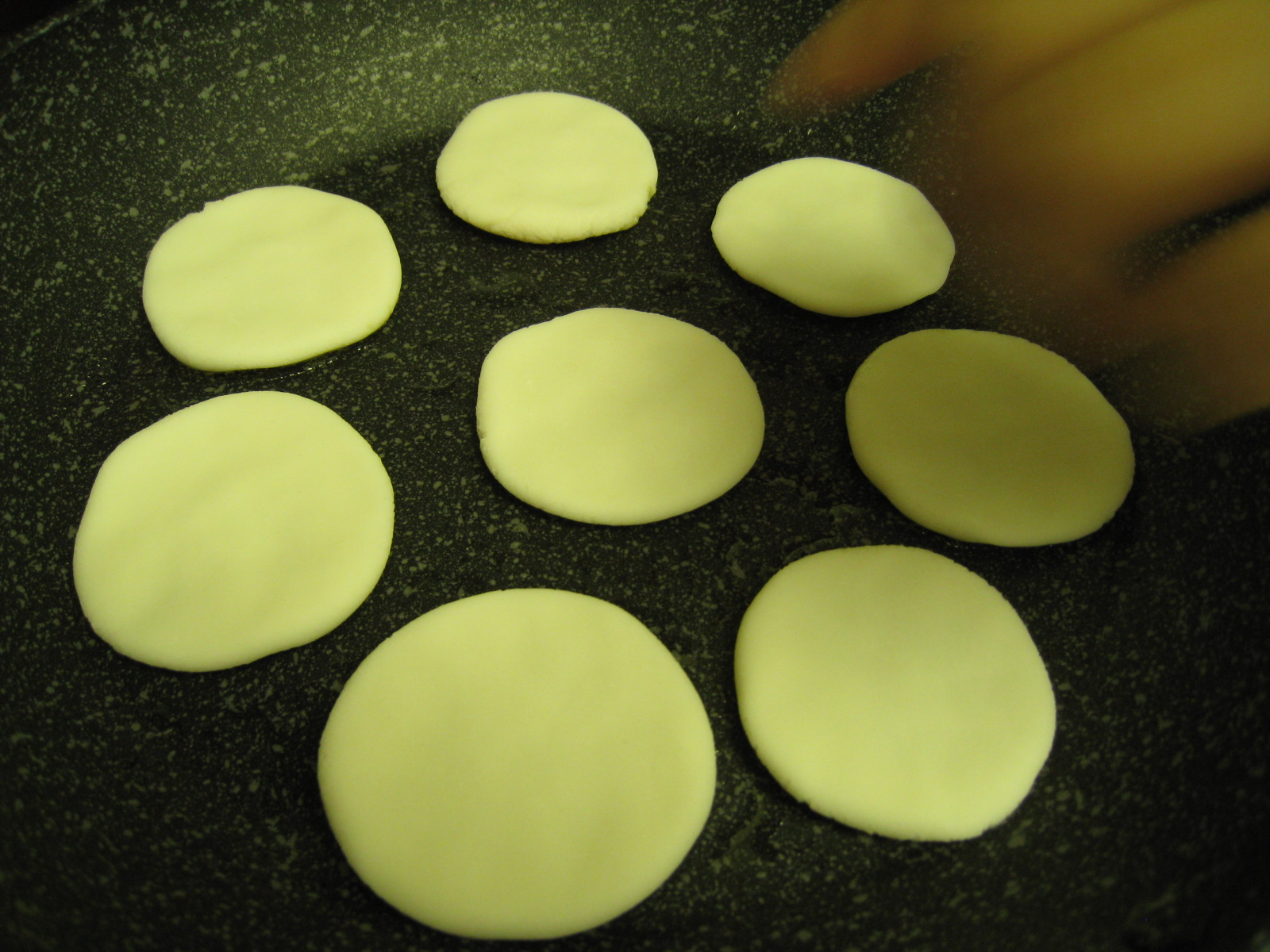
Tortine hwajeon durante la frittura (2008)

Esistono molte varianti di hwajeon e ciascuna di esse si differenzia in base ai petali utilizzati. Solitamente, per la preparazione del piatto si utilizzano fiori di stagione: se in primavera vengono cucinati hwajeon a base di rododendro (진달래 화전?, 杜鵑花煎?, ovvero jindallae-hwajeon), fiore di pera (이화 전?, 梨花煎?, ovvero Ihwa-jeon, oppure 배꽃화전?, baekkot-hwajeonLR), gaenari (개나리 화전?, gaenari-hwajeonLR), fiore di ciliegio (벚꽃 화전?, beotkkot-hwajeonLR) e viola coreana (제비꽃화전?, jebikkot-hwajeonLR, jangmi-hwajeonMR, in estate vengono preparati dolcetti a base di rosa  (장미 화전?, 薔薇花煎?, ovvero jangmi-hwajeon) mentre in autunno vanno per la maggiore quelli a base di crisantemo indiano (국화전?, 菊花煎? ovvero gukhwa-jeon) o quelli con la cresta di gallo (맨드라미 화전?, Maendeurami-hwajeonLR). In inverno, stagione in cui i fiori scarseggiano in Corea, vengono preparati dolci a base di foglie di artemisia coreana, prezzemolo giapponese, seogi o giuggiolo modellati a mo' di fiore.

## Hwajeon nori
Il hwajeon nori, che si traduce letteralmente in "gioco delle torte di fiori", è una tradizione che consiste in un picnic in montagna durante il quale si osservano i fiori di stagione. Durante la celebrazione, che avviene durante la primavera e l'autunno, i partecipanti portano con sé una padella e vari ingredienti e cucinano dei hwajeon. Questa usanza risale all'era dei Tre regni di Corea (57 a.C. - 668 d.C.) e nacque a Silla.